# Cleland Conservation Park
Cleland Conservation Park är en park i Australien. Den ligger i delstaten South Australia, nära delstatshuvudstaden Adelaide. Arean är 11,3 kvadratkilometer.
Runt Cleland Conservation Park är det ganska tätbefolkat, med 56 invånare per kvadratkilometer.. Närmaste större samhälle är Adelaide, nära Cleland Conservation Park. 
I omgivningarna runt Cleland Conservation Park växer i huvudsak blandskog. Genomsnittlig årsnederbörd är 729 millimeter. Den regnigaste månaden är juni, med i genomsnitt 133 mm nederbörd, och den torraste är december, med 21 mm nederbörd.